# Henry Thillberg
Henry Thillberg  (1930. augusztus 17. – Trelleborg, 2022. február 6.) válogatott svéd labdarúgó, fedezet.

## Pályafutása

### Klubcsapatban
1951 és 1962 között a Malmö FF labdarúgója volt. A malmői csapattal egy svéd bajnok címet és két kupagyőzelmet szerzett.

### A válogatottban
1953 és 1959 között 22 alkalommal szerepelt a svéd válogatottban és nyolc gólt szerzett.

## Sikerei, díjai
Malmö FF
- Svéd bajnokság
  - bajnok: 1952–53
- Svéd kupa
  - győztes (2): 1952, 1954